# Archedilaropsis furcata
Archedilaropsis furcata là một loài côn trùng thuộc bộ Neuroptera. Chúng được Martynov miêu tả năm 1935.